# Cantón de Alajuelita
Alajuelita es un cantón de Costa Rica situado en el centro de la provincia de San José, sobre la meseta intervolcánica del Valle Central, y perteneciente parcialmente a la Gran Área Metropolitana. El cantón cuenta con un total de 89 154 habitantes, según la última proyección demográfica del INEC, ubicándose así como el decimocuarto más poblado del país y el quinto de la provincia. Limita al norte con el cantón de San José, al oeste con el cantón de Escazú, al suroeste con el cantón de Acosta, al sur con el cantón de Aserrí, y al este con el cantón de Desamparados.
El cantón cuenta con una extensión territorial de 21,17 km², colocándose como el decimoséptimo más extenso de la provincia. Su cabecera es el distrito de Alajuelita, con categoría de ciudad, y cuenta con un total de cinco distritos: Alajuelita, San Josecito, San Antonio, Concepción y San Felipe.
Fundado en 1909, el cantón se caracteriza por algunas de sus tradiciones como el chinchiví (transliteración de la expresión inglesa ginger beer, ‘cerveza de jengibre’) y la chicha, ambas bebidas típicas de la localidad, así como por sus fiestas cantonales, las cuales concluyen con un desfile de boyeros en honor a Santo Cristo de Esquipulas, el patrono del cantón. Desde sus montañas se puede apreciar una de las mejores vistas de la Gran Área Metropolitana. El cantón cuenta con un Índice de Desarrollo Humano de 0,676, clasificado como medio.

## Toponimia
El término y el nombre actual del cantón, «Alajuelita», cuenta con algunas versiones que explican el origen de la palabra. Según una versión, el nombre del cantón, el cual originalmente se le conocía como «La Lajuela» o «Lajuelita» y evolucionó al nombre actual, se origina del término "laja", un tipo de roca presente a lo largo del cauce del actualmente llamado río Alajuela, el cual atraviesa una gran parte del territorio del cantón.
Otra versión indica que el nombre del cantón hace referencia a la provincia de Alajuela, desde la cual, según esta versión, habrían inmigrado una considerable cantidad de personas hacia el cantón.

## Historia

### Orígenes
Las primeras ocupaciones registradas del territorio al que hoy pertenece el cantón de Desamparados se remontan a entre los siglos III y XVI al arribo de los españoles. El territorio en esta época se encontraba ocupado por el antiguo Reino Huetar de Occidente, una nación amerindia y uno de los dos grandes reinos indígenas de la parte central del país, reinado por el Cacique Garabito. Sin embargo, la región contaba con fuerte influencia del Cacique Aczarri, quien dominaba una gran parte de lo que compone el actual cantón de Aserrí. Durante la Conquista, el territorio que cubre esta región, se conocía como los Valles de Aserrí. Este cubría también ciertas partes de los cantones de Aserrí y Desamparados, y se extendía, de norte a sur, desde el río Tiribí hasta el cerro Tablazo, cerca del actual distrito desamparadeño de Patarrá.
En 1561, Juan de Cavallón y Arboleda atravesó el sector occidental del Valle Central y fundó una ciudad a la cual le dio el nombre de Castillo de Garcimuñoz, en recuerdo de su pueblo natal, y la cual se convirtió en la primera capital de la provincia. La ubicación exacta de donde se situó la localidad es desconocida, sin embargo, algunos historiadores resaltan que esta ciudad pudo haber estado asentada en el territorio del actual cantón.
En 1650, aproximadamente, descendientes de los colonizadores y familias de agricultores y ganaderos fundaron y establecieron los asentamientos más primitivos del actual cantón, esto cerca de la localidad llamada «Boca del Monte», en el actual distrito de Concepción.

El 29 de enero de 1767, se realiza una escritura que menciona por primera vez el término de «La Lajuela», el cual se le daba por los pobladores de la localidad al territorio en el que residían, que, según esta escritura, estaba delimitado: 
"Por la parte de oriente la quebrada que llaman La Lajuela; por la parte del poniente el paso que llaman los Aserrís; por la parte norte el río Tiribí; y por la parte sur, el camino que sube del puente del Tiribí al paso real de dicha quebrada de La Lajuela".
Para 1799, la localidad era conocida bajo el nombre de «La Lajuelita», término el cual para 1806 habría evolucionado a «Alajuelita».
El 4 de diciembre de 1820, se menciona al barrio de Alajuelita, Hatillo y Dos Ríos, hoy la mayor parte del actual cantón, así como de los distritos josefinos de Hatillo y San Francisco de Dos Ríos, en los registros de un cabildo abierto del Municipio de San José.
El 1° de diciembre de 1841, Alajuelita pasa a convertirse en un barrio del departamento de San José, y al cual lo conformaban la mayor parte del actual cantón de Alajuelita, así como una parte del este del cantón de Escazú, una parte del sur del cantón de San José, así como del norte del cantón de Aserrí. El barrio de Alajuelita quedaba dividido en cinco cuarteles: Santuario, Caracas, Tejar, El Molino y Aserrí.
En ese mismo año, los vecinos de Alajuelita elevaron una petición, hecha en 1835 por un regidor de la localidad, al jefe de Estado para el nombramiento de un sacerdote para la localidad, y es así como cuatro años después, en 1845, se fundó la parroquia Santo Cristo de Esquipulas.
En la Constitución Política del 30 de noviembre de 1848, se estableció una nueva división política y administrativa que contempló la nomenclatura de provincias, cantones y distritos parroquiales. De entre los cantones de la provincia de San José, se encontraba el cantón de San José, al cual el territorio del actual cantón de Alajuelita integraba.
La primera escuela se construyó en 1855, localizada frente al costado oeste de la esquina suroeste del actual parque Central del distrito de Alajuelita, posteriormente, en 1925 se edificó la Escuela Napoleón Quesada, después nombrada como Abraham Lincoln.
El 15 de enero de 1907, el Papa Pío X declara a la parroquia Santo Cristo de Esquipulas como Santuario Nacional, tomando así el nombre de Santuario Santo Cristo de Esquipulas.

### Cantonato
Mediante la Ley n.° 58 del 4 de junio de 1909, se creó Alajuelita como cantón de la provincia de San José, designándose como cabecera la villa de Alajuelita y fijándose como distritos al distrito de Alajuelita, distrito de San Josecito, distrito de San Antonio, distrito de Concepción, distrito de San Felipe y el ahora extinto distrito de Tejarcillos. Alajuelita procede del cantón de San José, establecido este último, en Ley n.° 36 del 7 de diciembre de 1848.
El 27 de junio de 1909, se llevó a cabo la primera sesión del Concejo Municipal de Alajuelita, integrado por los regidores propietarios Antonio Gómez, como presidente, Sebastián Rojas, como vicepresidente, y Vicente Gamboa, como fiscal. El secretario municipal fue Teófilo Rivera Gutiérrez y el jefe político Ismael Rojas Monge.
En 1933, se construye la famosa Cruz de Alajuelita por iniciativa del presbítero Rosendo Valenciano. El monumento, ubicado en el cerro San Miguel, se inauguró el 8 de julio de 1934, y en 1984 comenzó a funcionar su iluminación eléctrica.
El 18 de octubre de 1935, el distrito de Tejarcillos se incorpora al distrito de San Felipe.
El 3 de diciembre de 1969, por medio de la Ley n.º 4480, la villa de Alajuelita recibe el título de ciudad.
En 1972, el Liceo de Alajuelita inicia sus actividades docentes.
La migración al cantón de Alajuelita se viene dando a mediados de 1980 por las leyes de vivienda popular, donde con ayuda del gobierno, a los habitantes que no poseían una casa se les otorgaba el lote para que construyeran una. Debido a la necesidad de una clínica con los servicios y la infraestructura necesaria para atender a los más de 100 000 habitantes, la Caja Costarricense del Seguro Social, inició una obra de 3500 metros cuadrados en el cantón con varias especialidades médicas.
El 6 de abril de 1986, ocurre en el cerro San Miguel el llamado Caso Cruz de Alajuelita, considerado el hecho más oscuro y macabro que ha ocurrido en el país. En este hecho perdieron la vida 7 mujeres. Actualmente el caso quedó impune y se encuentra prescrito.

## Gobierno local

### Alcaldía
Conforme al Régimen municipal de Costa Rica, la alcaldía y las vicealcaldías del cantón son electas popularmente mediante sufragio universal cada cuatro años. En las elecciones municipales de Costa Rica de 2020, el candidato del Partido Nueva Generación, Modesto Alpízar Luna, resultó reelecto como alcalde con el 48,29% de los votos totales. Los vicealcaldes son María del Rosario Siles Fernández y Javiera Tatiana Centeno Barboza.
Alcaldes desde las elecciones de 2002.
| Periodo   | Nombre                       | Partido |
| --------- | ---------------------------- | ------- |
| 2002-2006 | Víctor Hugo Echavarría Ureña | PUSC    |
| 2006-2010 | Tomás Poblador Soto          | PLN     |
| 2010-2016 | Víctor Hugo Echavarría Ureña | PUSC    |
| 2016-2020 | Modesto Alpízar Luna         | PNG     |
| 2020-2024 | Modesto Alpízar Luna         | PNG     |

### Concejo municipal
Al igual que la elección de la alcaldía y vicealcaldías, los integrantes del Concejo municipal son electos popularmente cada 4 años. El Concejo Municipal de Alajuelita se integra por un total de 11 regidores, propietarios y suplentes, y 13 síndicos, propietarios y suplentes, y cuyo presidente es el regidor propietario Jonathan Arrieta Ulloa, del Partido Nueva Generación, y su vicepresidente es la regidora propietaria Iris Figeac Zúñiga, del Partido Nueva Generación. Actualmente está integrado por:

Actual distribución del Concejo Municipal después de las elecciones de 2020.
|                                                          |                                        |                  |           |
| Partidos políticos en el Concejo Municipal de Alajuelita |                                        |                  |           |
| Partido político                                         | Partido político                       | Partido político | Regidores |
|                                                          | Partido Nueva Generación (PNG)         |                  | 4         |
|                                                          | Partido Unidad Social Cristiana (PUSC) |                  | 1         |
|                                                          | Partido Liberación Nacional (PLN)      |                  | 1         |
|                                                          | Partido Restauración Nacional (PRN)    |                  | 1         |

## Organización territorial
El cantón de Alajuelita se divide administrativamente en cinco distritos, siendo la cabecera el distrito de Alajuelita. Cada distrito, según el Régimen municipal de Costa Rica, posee un Concejo de distrito el cual se encarga de velar por sus temas correspondientes, y se integra por los síndicos, propietarios y suplentes, y los concejales.
| Distritos del cantón de Alajuelita | Distritos del cantón de Alajuelita | Distritos del cantón de Alajuelita | Distritos del cantón de Alajuelita | Distritos del cantón de Alajuelita |
| #                                  | Distrito                           | Área (km²)                         | Población (2016)                   |                                    |
| ---------------------------------- | ---------------------------------- | ---------------------------------- | ---------------------------------- | ---------------------------------- |
| 1                                  | Alajuelita                         | 1,30                               | 12 875 hab.                        |                                    |
| 2                                  | San Josecito                       | 2,42                               | 12 005 hab.                        |                                    |
| 3                                  | San Antonio                        | 10,22                              | 5 504 hab.                         |                                    |
| 4                                  | Concepción                         | 2,40                               | 21 550 hab.                        |                                    |
| 5                                  | San Felipe                         | 5,10                               | 37 220 hab.                        |                                    |

## Geografía

### Localización
El cantón de Alajuelita es el décimo de la provincia de San José y tiene una extensión territorial de 21,17 km², y se encuentra ubicado parcialmente dentro del Valle Central de Costa Rica. El cantón se encuentra urbanizado en su sureste, al contrario de su noroeste, en específico el distrito de San Antonio, que se encuentra poco urbanizado.

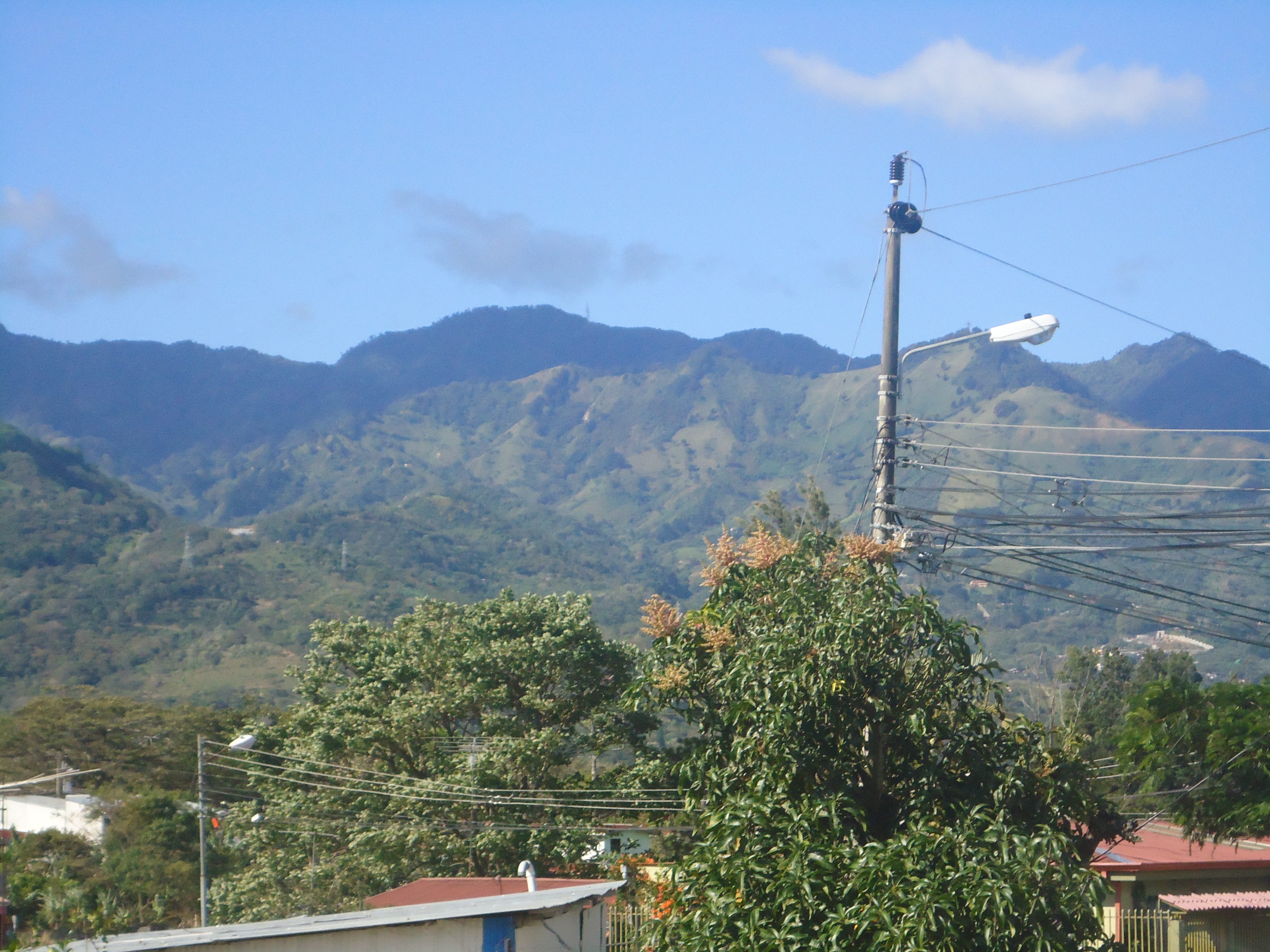
Vista de los Cerros de Alajuelita desde el cantón de Desamparados.

| Noroeste: San José, Escazú | Norte: San José | Noreste: San José  |
| Oeste: Escazú              |                 | Este: Desamparados |
| Suroeste: Acosta           | Sur: Aserrí     | Sureste: Aserrí    |

### Relieve
El cantón de Alajuelita es un cantón eminentemente montañoso, el cual cuenta con una elevación media de 1130 metros sobre el nivel de mar (m s. n. m.). Las elevaciones sobre el nivel del mar, del centro urbano de los poblados de distritos del cantón, son las siguientes: Alajuelita, a 1130 m s. n. m., San Josecito, a 1200 m s. n. m., San Antonio, a 1410 m s. n. m., Concepción, a 1120 m s. n. m., y San Felipe, a 1110 m s. n. m. El punto más alto del cantón es el cerro Rabo de Mico, a 2428 m s. n. m., ubicado en el extremo suroeste del cantón, y el cual comparte con el cantón de Acosta.
Otro cerro de importancia es el cerro San Miguel, el cual se ubica a 2035 m s. n. m., y da lugar al monumento de la Cruz de Alajuelita.

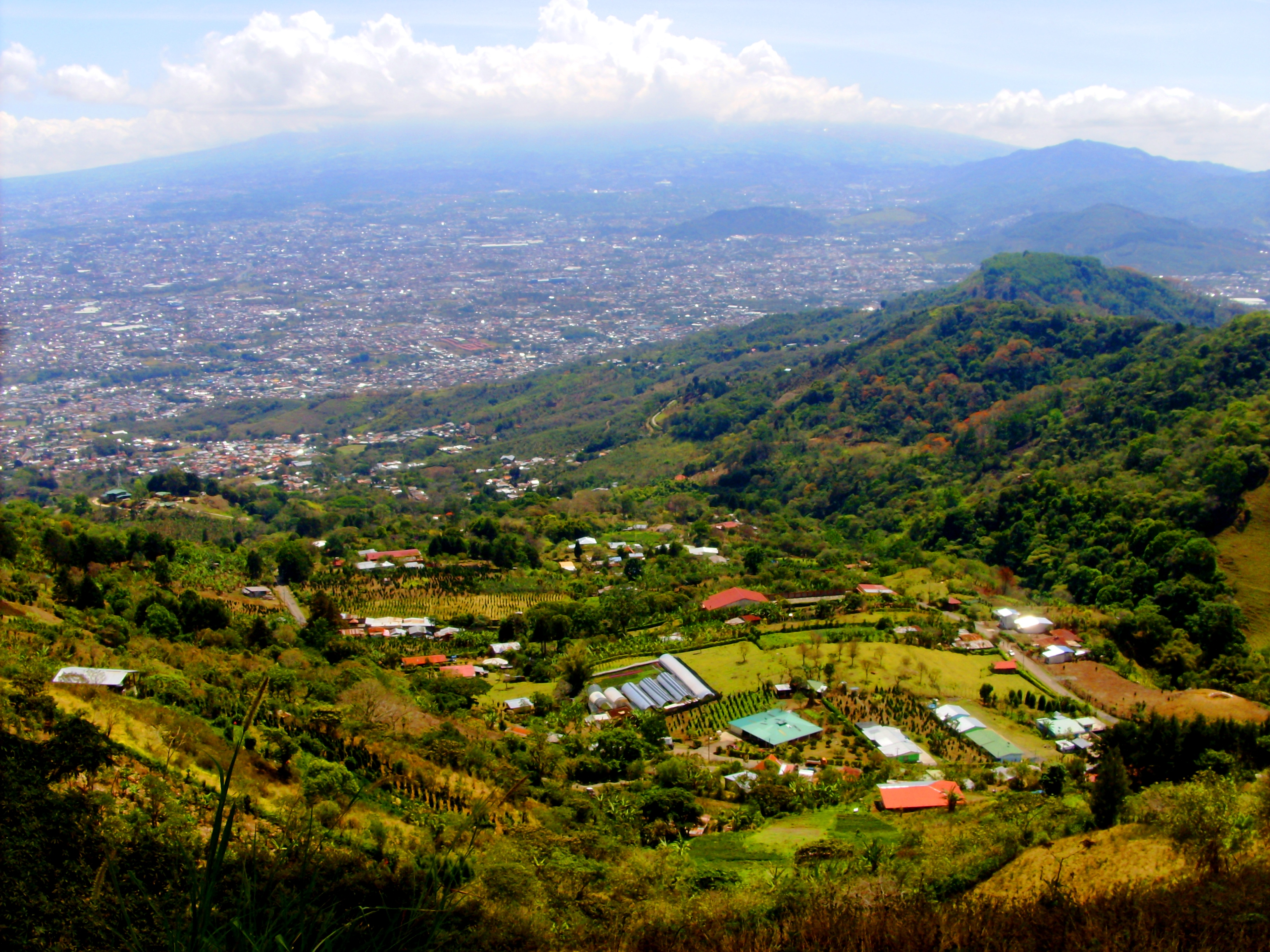
Panorámica del cantón de Alajuelita desde el cerro San Miguel.

### Geología
Alajuelita está constituido geológicamente, por materiales de los períodos terciario y cuaternario; son las rocas intrusivas del terciario las que predominan en la región.

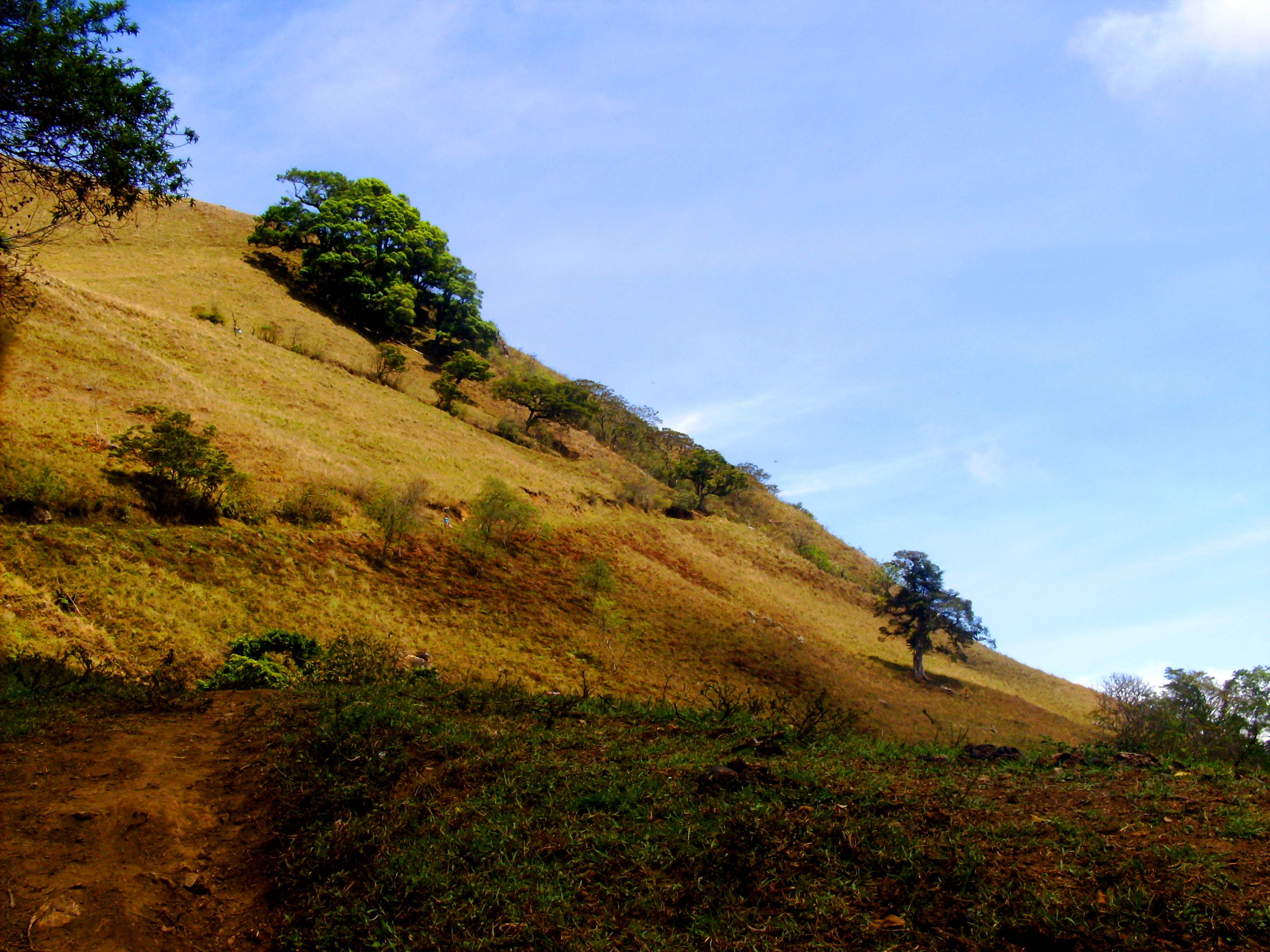
Laderas en el cerro San Miguel.

Del período terciario se encuentran rocas de origen sedimentario e intrusivo de la época Mioceno. Las sedimentarias están agrupadas bajo el nombre de material indiferenciado; las cuales se ubican desde el sector noroeste del cantón, próximo al límite con el de Escazú hasta el área norte de villa de San Antonio, y de esta última hacia el este de la región. Las rocas intrusivas pertenecen a los intrusivos ácidos de la Cordillera de Talamanca, tales como dioritas cuárcicas y granodioritas, también gabros y granitos; los cuales se sitúan al suroeste del cantón a partir del sector sur de villa San Antonio.
Entre los materiales del período Cuaternario, se localizan rocas de origen volcánico y sedimentario, de la época Holoceno; las primeras pertenecen a materiales volcánicos, tales como lavas, tobas y piroclastos, situados al norte de la región, próximo al límite con el cantón de San José. Las rocas sedimentarias corresponden a depósitos fluviales y coluviales, localizados en el sector aledaño a ciudad de Alajuelita, lo mismo que en la villa de San Josecito.

#### Geomorfología
El cantón de Alajuelita presenta tres unidades geomórficas, denominadas forma de denudación en rocas volcánicas tobáceas y fluviátiles, originada por acción intrusiva, y de origen volcánico.

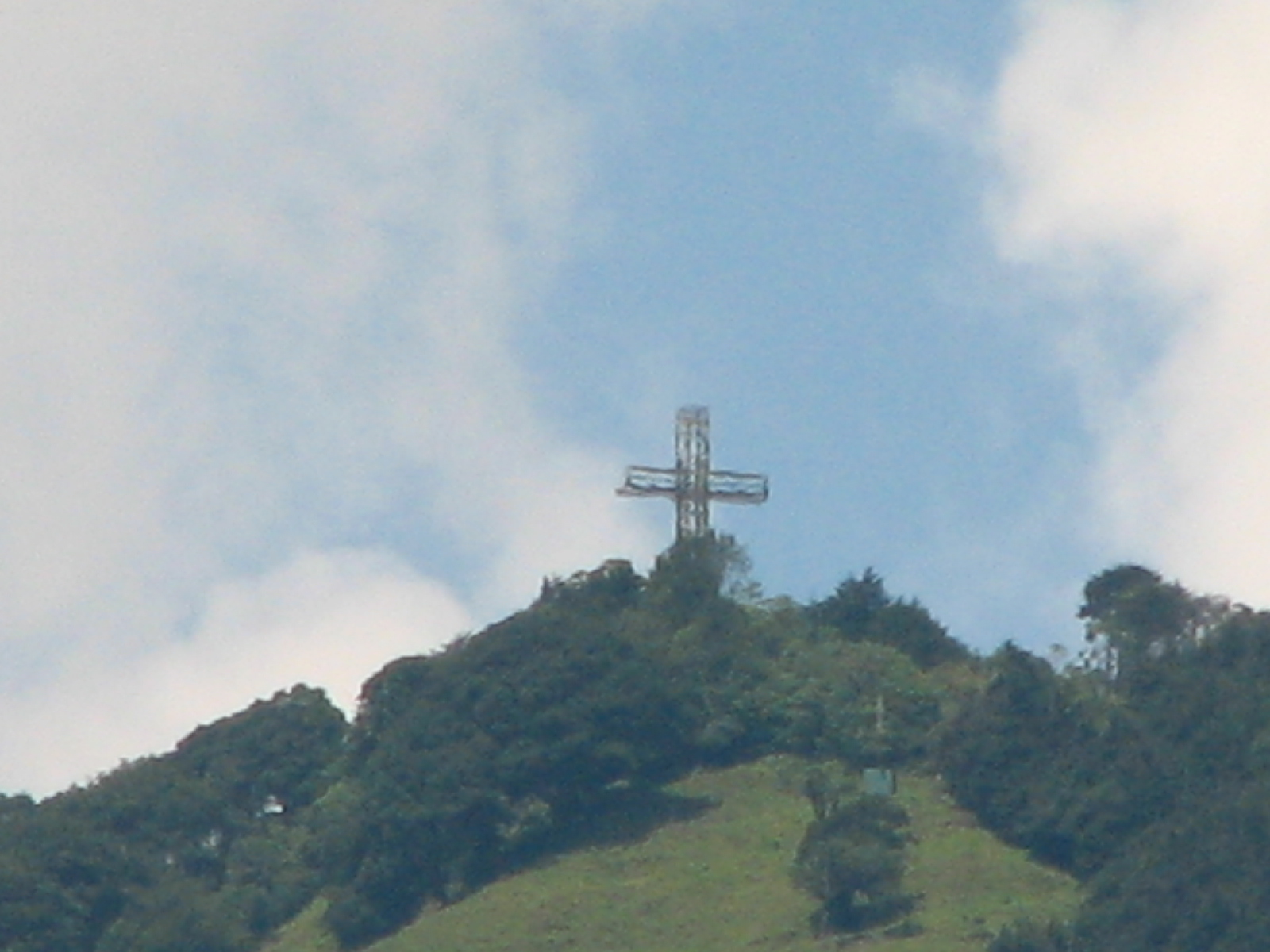
La Cruz de Alajuelita, en la cima del cerro San Miguel.

La unidad de denudación en rocas volcánicas tobáceas y fluviátiles, está representada por lomas de pendiente suave en rocas de formación Pacacua, con muy pocas vías de drenaje superficial que la atraviesan. Se localiza en el sector comprendido por los poblados de Verbena, Llano y Lámparas. Hacia el este puede presentar laderas de mayor pendiente. Los espacios planos son muy limitados en número y tamaño. La roca está compuesta por areniscas tobáceas y conglomerados, todo muy meteorizado que pertenecen a la formación Pacacua. Se ven pequeños diques. Es posible que se haya desarrollado en un ambiente estrictamente continental. Los aportes de cenizas acarreadas por las corrientes fluviales dieron origen a rocas de textura arenosa formadas de partículas volcánicas. Lo mismo ocurrió con las fracciones más gruesas que dieron origen a conglomerados. Pequeños diques cortaron posteriormente a estas rocas.
La unidad originada por acción intrusiva, está constituida por el macizo de Escazú, se localiza al suroeste del cantón. Esta unidad se caracteriza por presentar laderas de fuerte pendiente. Las divisorias son redondeadas pero muy escarpadas. Esta unidad se compone propiamente de rocas ígneas intrusivas y volcánicas con escamas o intercalaciones de sedimentos, las cuales en superficie se encuentran muy meteorizadas. Se observan evidencias de la acción hidrotermal y neumatolítica a consecuencia de la vecindad en el subsuelo de masas intrusivas, manifestadas con calinización de las rocas, hilillos de sílice y silicificación en general. La unidad se originó por la acción causada por cuernos intrusivos.
La unidad de origen volcánico, está representada por el relleno volcánico del Valle Central, que se localiza en el sector norte y noreste del cantón. Esta unidad corresponde a una superficie plana ondulada. Es posible que los cambios en el relieve dentro del área, sean debidos a la presencia de lava a unos cuantos metros de profundidad constituyendo un frente. La unidad está formada en superficie por rocas volcánicas, principalmente lavas, tobas e ignimbritas cubierta por ceniza en un espesor variable. La secuencia de lavas descansa sobre roca sedimentaria. Las lavas son del tipo andesítico. Geomorfológicamente, esta unidad no es un valle, sin embargo para efectos políticos socioeconómicos y todo tipo de referencia, se considera preferible seguirlo denominando Valle Central. El nombre técnico correcto es fosa tectónica, debido a la presencia de una falla a todo lo largo del pie de la sierra volcánica Central, está evidenciada por la existencia de fuentes termominerales; así como la interrupción brusca y alineada con la supuesta falla de las estribaciones que bajan de la mencionada sierra hacia el valle, lo mismo que por la presencia de un vulcanismo sin explicación aparente (Formación Pacacua), en correspondencia con la posición de la falla o cerca de ella.

### Hidrografía
Los principales ríos que atraviesan Alajuelita son:
- Río Tiribí
- Río Alajuelita
- Río Cañas
- Río Limón
- Río Poás
- Quebrada Alajuelita
- Quebrada Guaria
- Quebrada Mancha
- Quebrada Turrujal
- Quebrada Guacamayo
- Quebrada Jucó

## Demografía
De acuerdo con las proyecciones del Instituto Nacional de Estadística y Censos (INEC), para 2016 el cantón de Alajuelita contaba con una población de 89 154 habitantes, siendo el decimocuarto cantón de Costa Rica más poblado, y siendo además su densidad poblacional 4 211,34 habitantes por km².
Del total de la población, 37 220 habitantes, que representa el 41,75% del total de la población del cantón, se concentra en el distrito de San Felipe, el más poblado. Le sigue, el distrito de Concepción con un 24,17%, Alajuelita con un 14,44%, San Josecito con un 13,47%, y San Antonio con un 6,17% del total de población.
De acuerdo con el Atlas de Desarrollo Humano Cantonal de Costa Rica 2016, el cantón cuenta con una esperanza de vida de 77,7 años y una alfabetización del 98,5 %.
De acuerdo al censo nacional del 2011, el 12,9 % de la población nació en el extranjero. El mismo censo destaca que de las viviendas ocupadas, el 57,6 % se encontraba en buen estado y había problemas de hacinamiento en el 8,4% de las viviendas. El 99,0% de sus habitantes vivían en áreas urbanas. Además, la escolaridad promedio alcanza los 8,0 años. El mismo censo detalla que la población económicamente activa se distribuye de la siguiente manera:
- Sector Primario: 0,7%
- Sector Secundario: 22,6%
- Sector Terciario: 76,7%

| Evolución de la población de Alajuelita entre 1864 y 2016 |
| --------------------------------------------------------- |

## Infraestructura

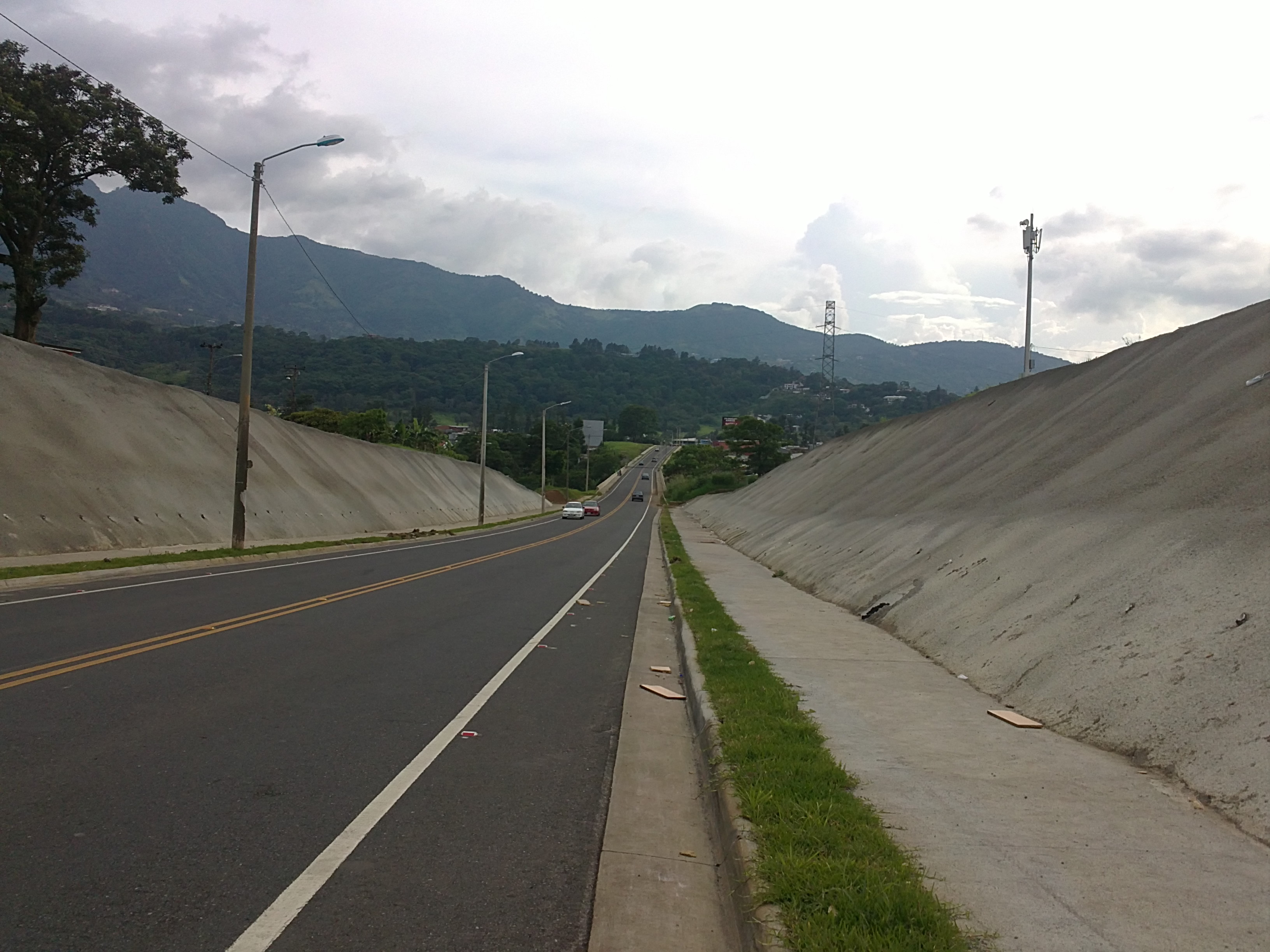
Vista de la radial San José-Alajuelita.

### Vías de comunicación
La principal vía de comunicación del cantón de Alajuelita es la ruta nacional n.º 105, que inicia en el este del distrito de Alajuelita y continúa por los distritos de San Josecito y San Antonio, conectando al cantón con Desamparados. Otra ruta importante es la ruta nacional n.° 110, que es la principal vía de acceso al cantón de Alajuelita, conectando al cantón con el de San José.

### Iglesias

#### Santuario Nacional Santo Cristo de Esquipulas
El Santuario Nacional Santo Cristo de Esquipulas es una iglesia localizada en el centro del distrito de Alajuelita y consagrada en honor al Cristo Negro de Esquipulas. La iglesia fue construida el 1° de enero de 1906 durante el episcopado de monseñor Juan Gaspar Stork Werth, tercer obispo de Costa Rica.
En el templo se venera una réplica de la imagen del Cristo de Esquipulas cuya devoción ha atraído peregrinos por generaciones. Anualmente, las fiestas del Cristo Negro atraen numerosos visitantes en el mes de enero y durante todo el año.
El 15 de enero de 1907, la iglesia fue declarada, por el Papa Pío X, como Santuario Nacional.

#### Otras iglesias y capillas
- Parroquia de San Josecito, en el distrito de San Josecito.
- Iglesia de la Inmaculada Concepción de la Virgen María, en el distrito de Concepción.
- Iglesia de San Antonio, en el distrito de San Antonio.
- Iglesia Santa Rosa de Lima, en el distrito de San Antonio.

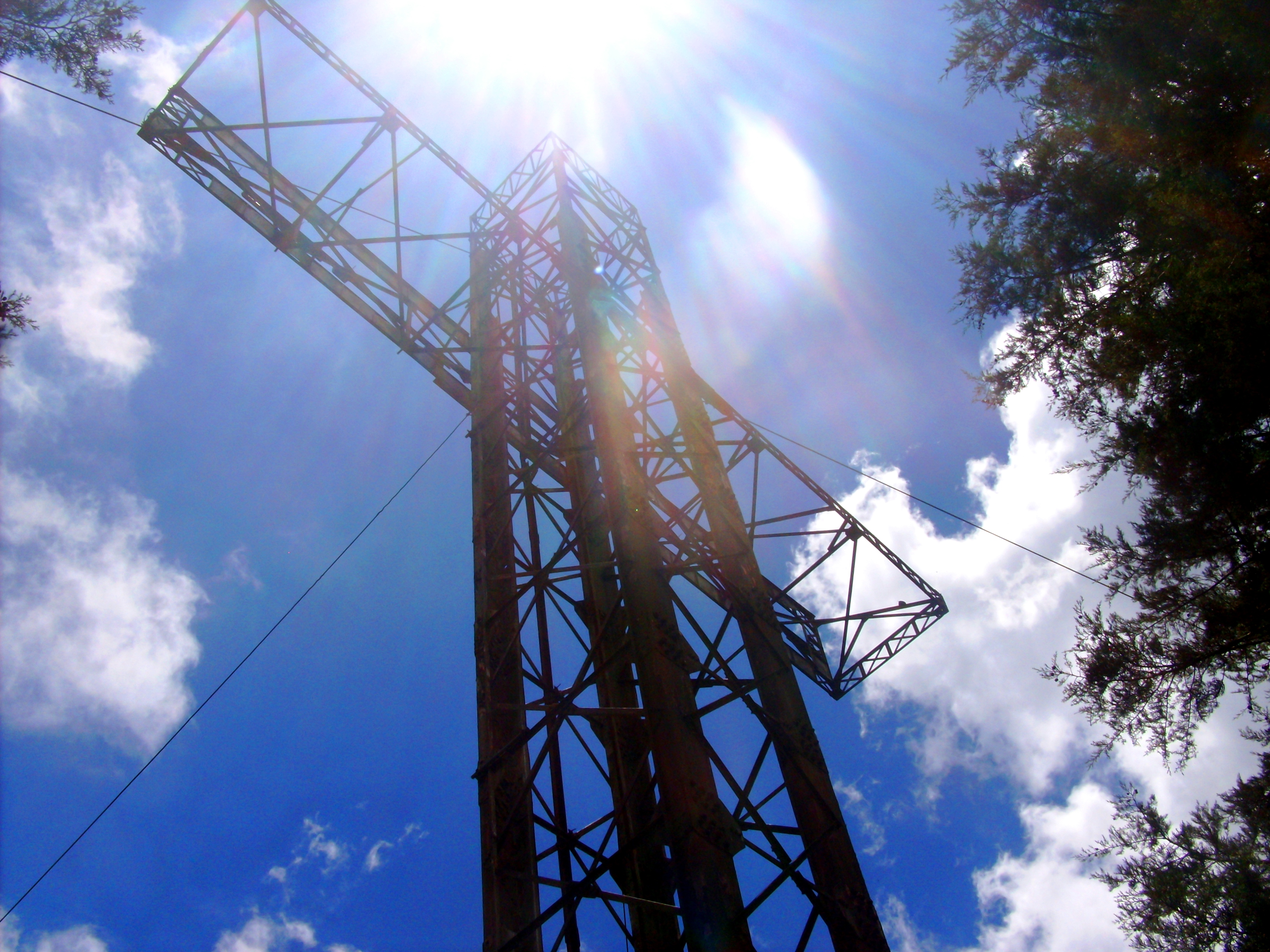
Vista de la Cruz de Alajuelita.

### Monumentos

#### Cruz de Alajuelita
La Cruz de Alajuelita es un monumento con forma de una cruz hecha de hierro, ubicada en la cima del cerro San Miguel. Su construcción se inició en el año de 1933 por iniciativa del Pbro. Rosendo de J. Valenciano de un monumento de fe católica que recordara los XIX siglos de la pasión y muerte de Jesucristo. Este monumento se inauguró el 8 de julio de 1934 con una misa solemne en presencia de los feligreses que caminaron hasta este cerro.
Por otra parte, cuenta una leyenda entre los ciudadanos que en el cerro donde está instalada la cruz, se escuchaban fuertes retumbos, por lo que cundió el temor de que fuera a aflorar un volcán, de ahí que decidieron bendecir el cerro y construir La Cruz de Hierro, con lo que la furia de la naturaleza se aplacó.
Este monumento ha contado con iluminación desde 1984, la cual ha sido suspendida por causas naturales o vandalismo a través de los años, en el 2015 se volvió a instalar iluminación eléctrica, pero fue destruida por vandalismo y nuevamente el 15 de enero de 2021 volvió a ser iluminada con reflectores.
El monumento adquirió popularidad ya que es visible desde varios puntos del Gran Área Metropolitana de Costa Rica, desde puntos cercanos como la ciudad de Escazú, o hasta en puntos más lejanos como el cantón de Santo Domingo. Otro punto por el cual el monumento es popular es por el famoso Caso de la Cruz de Alajuelita de 1986, considerado el hecho más oscuro y macabro que ha ocurrido en la historia de Costa Rica. En este hecho perdieron la vida 7 mujeres. Actualmente el caso quedó impune y se encuentra prescrito.
Es tradición de los alajueliteños, y de muchos costarricenses, de realizar caminatas por el cerro de San Miguel para llegar a la cima, donde se encuentra la Cruz.

## Cultura

### Símbolos

#### Escudo
El escudo del cantón de Alajuelita data del año de 1976, y fue escogido mediante un concurso entre los habitantes del cantón. Se conforma en cuatro áreas: El área superior izquierda representa la alfarería, ya que en la actual calle Cambronero, conocida como La Alfarera había aproximadamente 10 fábricas de este tipo, el área inferior izquierda representa la producción de pólvora que existió en el cantón, el área superior derecha representa a la Cruz de Alajuelita, y el área inferior derecha representa el barril de chinchivi, bebida nativa de este cantón, asociada a los Festejos Populares en honor al Santo Cristo de Esquipulas.

### Educación

#### Escuelas
- Escuela Carmen Lyra
- Escuela de Concepción
- Escuela de El Llano
- Escuela de Tejarcillos
- Escuela Ciudadelas Unidas
- Escuela Abraham Lincoln
- Escuela de Calle El Alto
- Escuela de San Felipe
- Escuela Ismael Coto Fernández
- Escuela de Los Pinos
- Escuela de Los Filtros
- Escuela Don Bosco
- Centro Educativo Barrio Lámparas

#### Colegios, liceos e institutos
- Liceo Teodoro Picado
- Colegio Técnico Profesional (C.T.P.) de Alajuelita
- Liceo de Alajuelita
- Colegio Técnico Profesional (C.T.P.) Don Bosco
- Colegio Santa Rita (incluye educación primaria)
- Génesis Christian School (incluye educación primaria)

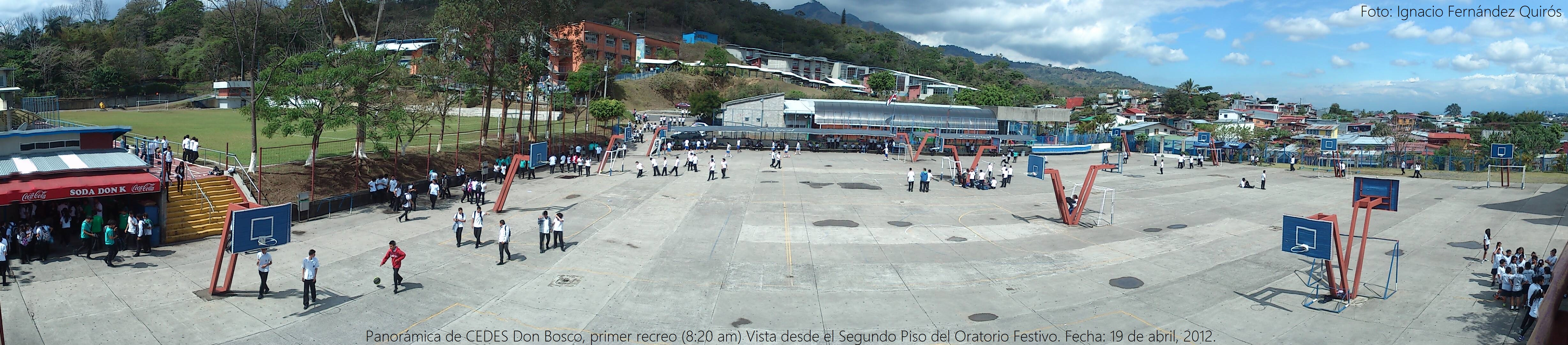
Panorámica del colegio Cedes Don Bosco, en el distrito de Concepción.

### Sitios de interés
- Cruz de Alajuelita.
- Santuario Nacional Santo Cristo de Esquipulas.
- Estadio municipal de Alajuelita.

### Personajes
- Bryan Ruiz González (n. 1985): exfutbolista que jugaba como mediocentro ofensivo en la Liga Deportiva Alajuelense, de la primera división de Costa Rica, así como en la Selección de Costa Rica.
- Carmen Muñoz Quesada (n. 1963): exviceministra de Gobernación y Policía designada en el gabinete de Luis Guillermo Solís, exdiputada en la Asamblea Legislativa de Costa Rica y exjefa de fracción de su partido, Acción Ciudadana. Única costarricense abiertamente lesbiana que ha ejercido un cargo parlamentario o ministerial.
- Albino Vargas Barrantes (n. 1956): sindicalista y secretario general de la Asociación Nacional de Empleados Públicos y Privados (ANEP).
- Yendrick Ruiz González (n. 1987): futbolista que juega de delantero en el Club Sport Herediano, de la primera división de Costa Rica.
- Manfred Russell Russell (n. 1988): futbolista que juega como mediocentro ofensivo en el Club Sport Cartaginés, de la primera división de Costa Rica.
- Jameson Scott Guevara (n. 1988): futbolista que juega de defensa en el Club Sport Cartaginés.
- Otto Vargas Rojas (1927-2017): músico y compositor. Premio nacional RECA Mora de la Asociación de Compositores y Autores Musicales de Costa Rica.